# Myrmus
Myrmus (лат.) — род клопов семейства булавников.

## Описание
Клопы с выраженным половым диморфизмом. Самки как правило крупнее, шире и светлее самцов. У самцов на теле имеются тёмные продольные полосы. Верх брюшка у самок зелёный с тёмной продольной срединной полосой. Усики у самцов более узкие и короткие, чем у самок. Голова вытянутая. Переднеспинка широкая и короче головы. Жилки надкрылий выпуклые, зеленоватые, желтоватые, красноватые или бурые. Ноги одноцветные. Бёдра снизу в мелких шипиках. Первый членик лапок задних ног длиннее двух вершинных члеников. Личинки описаны только у вида Myrmus miriformis.

## Экология
Питаются на злаках.

## Классификация
В состав рода включают четыре вида.
- Myrmus miriformis (Fallén, 1807)
- Myrmus calcaratus Reuter, 1891
- Myrmus glabellus Horváth, 1901
- Myrmus lateralis Hsiao, 1964

## Распространение
Представители рода встречаются только в Палеарктике, наибольшее богатство видового состава характерено для восточной её части.